# 魔街理髮師
《魔街理髮師》是一部由史蒂芬·桑坦作詞作曲的東尼獎得獎音樂劇。此劇根據於十九世紀理髮師陶德的傳說，尤其是以1973年Christopher Bond所創作的舞台劇本為底。

## 介紹
理髮師陶德在1979年3月1日於百老匯Uris戲院首演，共演出576場。

## 概要
故事圍繞著因為不實指控而被流放澳洲十五年的主人翁史威尼·陶德，在回到倫敦以後從派店老闆娘樂薇太太（Mrs. Lovett）口中得知妻子在他被流放後被法官杜彬（Judge Turpin）強暴，女兒也落入法官手裡由他監護，於是立誓復仇。之後兩人共謀出情節黑暗駭人的屠殺，最終以悲劇收場。

## 剧情

### 第一幕
1846年，年轻的水手安东尼·霍普最近在海上救起理发师 陶德，二人乘船进入伦敦。上岸后一个胡乱骚扰男路人的半疯女乞丐似乎认出了陶德，让陶德紧张的心情变得更糟了（“没有地方像伦敦”）。陶德之前曾经向安东尼表示，法官为了追求他妻子，陷害他这个无辜的理发师放逐（“理发师和他的妻子”）。陶德很快进入了舰队街的一间肉饼店，老板娘尼尔森·洛维特夫人正感叹世道艰难（“最坏的馅饼在伦敦”）。陶德向她打听楼上无人居住的公寓，她向陶德透露，因为法官特平觊觎，房间的租户，理发师本杰明·巴克的妻子露西，就诬告巴克，让他被判无期徒刑。之后法官和他忠实的帮凶比德尔·班福德，诱使露西到法官家，强奸了她（“可怜的东西”）。而陶德的反应让洛维特夫人确认了她的怀疑，他就是本杰明·巴克。她告诉陶德，他妻子服毒自杀，而他襁褓中的女儿，约翰娜，成了法官的养女。陶德发誓要报复法官和比德尔，洛维特夫人拿出她收藏的陶德的旧纯银剃刀，并告诉陶德，他可以继续使用肉店楼上他原来的办公室。陶德接受了她的邀请“我的朋友”和“理发师陶德的歌谣 - 再次发生”。
街上的安东尼看到了一个精致的金发女孩，在楼上窗口对着被贩卖的鸟儿歌唱（“绿色芬奇和红雀鸟”），女乞丐告诉安东尼，这个女孩是约翰娜，法官特平的养女。安东尼并不知道约翰娜是好友陶德的女儿，立刻对她一见钟情（“啊，小姐”），买下小贩的小鸟，宣誓向她求爱。但是法官和比德尔把他吓走，比德尔捏死他买的小鸟，他发誓要把约翰娜从他们手中拯救出来（“约翰娜”）。
假冒意大利理发师的阿道夫·倍耐力和他笨拙的助手托比·瑞格在拥挤的市场上推销他包治脱发的药剂（“倍耐力的奇迹药剂”）。陶德戳穿了这个骗局，而且轻松赢得了和倍耐力的剃须和拔牙比赛，同时给比赛裁判比德尔留下了深刻印象，陶德邀请比德尔免费剃须（“理发师陶德的歌谣 - 再次发生2”）。
夜晚，法官特平就算自残惩罚，也按耐不住对约翰娜日益成长的欲望，决心要娶她。（“约翰娜 - 过失”）。
陶德正坐立不安的等待比德尔的到来，洛维特夫人尽量安抚他（“等待”）。安东尼进来告诉陶德他和约翰娜私奔的计划，并请求陶德让约翰娜藏在他的理发店。陶德渴望和他的女儿团聚，同意了。
安东尼离开后，倍耐力和托比来店里参观，洛维特夫人安慰在比赛中受伤的托比，带他到楼下吃馅饼。和陶德独处时，倍耐力表明他的真名是丹尼尔·奥希金斯，15年前是陶德的助理会计。当奥希金斯（倍耐力）试图敲诈他的前雇主时，陶德扼杀了他，并且藏起尸体。
约翰娜和安东尼计划私奔（“吻我”）。
比德尔建议法官到陶德那里去理发，更好的外貌可能会获得约翰娜的欢心。（“女士们的敏感”）
洛维特夫人得知倍耐力被杀立即慌了神，不过得知倍耐力勒索在先后，她马上搜出倍耐力的钱包攫为己有。
当法官来的时候，陶德接待法官，和法官闲聊并让他放松下来，给他刮胡子（“漂亮女人”）。正当陶德要杀死法官的时候，安东尼闯了进来，法官见到和约翰娜纠缠不清的他立刻暴怒离去。
陶德将安东尼赶走，刚才发生的一切让陶德陷入疯狂，他发誓要杀死这些富人和腐败官员客户作为惩罚，才能减轻穷人的苦难（“顿悟”），而洛维特夫人建议用人肉来做肉馅饼（“一个小牧师”）。

### 第二幕
几个星期之后，洛维特夫人的肉饼店生意（人肉馅饼）变得非常好，失去了主人的托比在肉饼店当服务员和驱赶女乞丐（“上帝，这是好！”）。陶德和洛维特夫人添置了一个特别设计的机械理发椅，陶德杀死客户之后，尸体通过滑槽直接送到地下一层洛维特夫人的厨房。陶德已经习惯了失去约翰娜的日子，每天专注于割开客户的喉咙。安东尼继续在城里找约翰娜。而女乞丐每天尖叫抗议洛维特夫人厨所产生的恶臭气味。
终于安东尼在精神病看守所听到了约翰娜唱歌的声音，而比德尔把安东尼赶走。
经过了一天的辛苦工作之后，洛维特夫人想引诱陶德和她一起退休到海边生活（“海边”），但陶德仍然沉浸在他的复仇中。安东尼请求陶德帮助把约翰娜从精神病看守所拯救出来，他们计划由安东尼假装成假发制作商去监狱买头发的方法去救她。（“假发制造商序列”和“歌谣... - 再次发生4”）。安东尼走后，陶德却把安东尼的计划通过密信告知法官，希望把法官引到理发店。
托比在肉饼表示了对陶德的怀疑，并且表示想保护洛维特夫人（“我在身边时不会”）。但是其间托比认出了洛维特夫人用的是倍耐力的钱包，洛维特夫人假意向托比展示厨房的绞肉机和烤箱，把他锁在了地下室。洛维特夫人上楼准备找陶德商量，同时，邻居委托比德尔来调查怪味是否来自肉饼店的烟囱，音乐爱好者比德尔见到她的风琴，邀请她一起演奏合唱等陶德，陶德回来之后给比德尔“免费刮胡子”，洛维特夫人大声地演奏风琴掩盖了比德尔临死前的尖叫（“客厅歌曲”）。当比德尔的尸体滑入地下室时，厨房里的托比刚发现肉饼里有头发和人的指甲，看到比德尔的尸体，吓得在地下室藏了起来。楼上洛维特夫人告知陶德托比知道了他们的秘密，他们决定杀托比灭口。安东尼到精神病看守所救约翰娜，所长乔纳斯福克先生试图阻止他们。安东尼不忍杀死福克，约翰娜下手杀了福克，逃了出来。看守所的犯人们也跑到了大街上，欣喜若狂地宣布世界末日已经到来，陶德和洛维特夫人在追杀托比，而女乞丐在高喊提醒比德尔提防洛维特夫人。（“火焰中的城市/搜索”）
安东尼和约翰娜穿上水手服伪装，回到陶德店里已经没人。安东尼离开店，去找一辆马车，分手前再次表达了爱意（“小姐啊，再发生”）。约翰娜一个人的时候，听到女乞丐呼喊比德尔的声音，在这个疯狂的女人进入理发店之前，约翰娜藏了起来。女乞丐似乎认识这个房间。但在她理解之前，陶德赶到了，在法官进入房间之前，割断女乞丐的喉咙，把她推入了斜槽（“女乞丐的摇篮曲”）。陶德向法官保证约翰娜会痛改前非，法官希望在重见约翰娜之前，做个面部护理，并且喷些古龙水。陶德终于让法官坐上了他的理发椅（杀人工具），开始嘲笑法官，法官在陶德杀死他之前认出他就是本杰明·巴克。目擊一切的约翰娜從藏身處偷偷離開，卻被陶德撞見。陶德沒有認出偽裝成水手的约翰娜，打算将她杀死，洛维特夫人在楼下厨房的尖叫让陶德分心，约翰娜趁机逃走。
厨房里，奄奄一息的法官挣扎抓伤了洛维特夫人，把她吓坏了。她试图把女乞丐的尸体推进烤箱，但是陶德来了。借着烤箱的光，陶德看到死者的脸，惊恐地发现是他的妻子露西。压力之下，洛维特夫人承认，自己自私地向陶德隐瞒了露西虽然自杀，但是只是疯了还活着。陶德假装原谅了她，和她跳舞，跳到烤箱前面时，把她推入烤箱烧死。陶德抱起死去的露西，呆呆地回忆起过去。从藏身处出来的托比，喃喃自语地哼着歌，拿起陶德掉下的剃刀，为心爱的洛维特夫人复仇，割断了陶德的喉咙。当安东尼、约翰娜和警察闯入厨房，陶德已经死了，托比丢下剃刀，不管他们的闯入，心不在焉地转动绞肉机（“最后一幕”）。

## 登場角色
史威尼·陶德（ Sweeney Todd） / 本杰明·巴克（Benjamin Barker） （页面存档备份，存于）
本作主角，英國出身的理髮師。原本和妻子露西、女兒约翰娜生活，因為法官杜彬看上兼強姦露西，遭杜彬降罪流放澳洲導致家庭破碎，落水期間被偶遇的水手安东尼·霍普所救，以此機緣返回倫敦向法官杜彬等人展開復仇計劃。在首次復仇失手後，開始鎖定殺害上門光顧的富人和腐敗官員，交由洛维特夫人處置遇害者的遺體，雖然如願向杜彬和比德尔·班福德復仇，但因為洛维特夫人有意隱瞞露西尚生存的訊息，造成後續陶德誤殺露西的悲劇，最終被托比持剃刀割喉殺死。
露西（Lucy）
陶德（本杰明）的妻子，约翰娜的母親。故事開頭被法官杜彬看上其美貌，遭後者設局強暴後服毒自盡未果，精神失常淪為女乞丐流落街頭。後來走進陶德的理髮店期間，被陶德誤殺推進機關理髮椅下的斜槽，導致遺體掉進洛维特夫人的廚房，被陶德認出身分時為時已晚。
约翰娜（Johanna） （页面存档备份，存于）
陶德（本杰明）和露西的獨生女，在母親被杜彬玷汙、父親被流放後，成為法管杜彬的養女。後來和水手安东尼·霍普互生情愫，被杜彬送入精神病看守所期間獲得安东尼協助脫困，喬裝成水手躲在陶德的理髮店等待安东尼期間，意外目睹陶德作案而險遭後者痛下殺手，及時因為洛维特夫人在楼下厨房的尖叫让陶德分心離去，趁机逃走。事後與安東尼、警方在洛维特夫人的廚房發現陶德等人的遺體。
安东尼·霍普（Anthony Hope）
年輕的水手，偶然間救了落水的陶德（本杰明）後返回倫敦，路經杜彬的宅邸期間對约翰娜一見鍾情，但無意間闖進正在協助杜彬理鬚的陶德店裡，導致陶德初次謀殺杜彬以失敗告終，連帶讓杜彬決定將约翰娜關進精神病看守所。後來與陶德合謀營救被杜彬移至精神病看守所的约翰娜，預定尋找和馬車约翰娜私奔，但被陶德趁機將他的计划通过密信告知法官杜彬，導致法官杜彬被陶德引到理发店裡殺害。事後與約翰娜、警方在洛维特夫人的廚房發現陶德等人的遺體。
尼尔森·洛维特夫人（Mrs.Lovett） （页面存档备份，存于）
在倫敦舰队街經營肉餅店的老闆娘，向陶德（本杰明）透露法官杜彬的罪行和十五年期間的變化。因為心傾陶德，刻意隱瞞露西尚生存的訊息，讓陶德租借樓上的房間開設理髮店，甘願協助後者處理遇害者的遺體並製成肉餅，讓店裡的生意由黑翻紅。後有意收留阿道夫·倍耐力的前助手托比·瑞格做養子，但察覺托比發現她用人肉做肉餅的真相後試圖滅口，被成功向杜彬復仇但誤殺露西的陶德藉著和解邀請共舞的機會，推進烤箱裡活活燒死。
阿道夫·倍耐力（Adolfo Pirelli） /  丹尼尔·奥希金斯（Daniel O'Higgins） （页面存档备份，存于）
陶德（本杰明）被流放至澳洲前的助理会计。假冒意大利理发师和助手托比·瑞格招搖撞騙，販賣號稱包治脱发的假药剂，後來和陶德公開比賽剃鬚、拔牙敗北，準備敲詐陶德未果，反被後者殺死。
托比·瑞格（Tobias Ragg） （页面存档备份，存于）
阿道夫·倍耐力的助手，做事笨拙。倍耐力失蹤（遇害）後被洛维特夫人收留，視其為恩人。無意間發現洛维特夫人用遇害者遺體做肉餅的真相，躲在她的廚房期間見及班福德的遺體而心生恐懼，最終見證陶德（本杰明）殺死了洛维特夫人的場面，趁著陶德抱著露西遺體時用剃刀將其割喉殺死。在安东尼、約翰娜、警方抵達洛维特夫人的廚房時，獨自轉動著廚房裡裝著遇害者遺體的絞肉機。
法官杜彬（Judge Turpin）
法官，造成陶德（本杰明）家庭破碎的元兇。對養女约翰娜抱持著非分的情感。初次光顧陶德的理髮店期間，因為安东尼無意間闖進店裡，得知對方鍾情约翰娜的事實，憤而將约翰娜關進精神病看守所。後來因為接獲陶德提及安東尼解救约翰娜計畫的密信，掉進陶德的圈套，為再見约翰娜特意光顧陶德的理髮店進行面部護理，被陶德當面嘲笑兼告知身分後殺死。
比德尔·班福德（Beadle Bamford）
法官杜彬的幫手，喜好音樂，參與設局诱使露西到法官家的幫兇，被陶德（本杰明）列為復仇對象。在陶德和倍耐力競賽期間擔任評審，後由於接獲鄰居舉報洛维特夫人店面的煙囪散發異味，前來調查期間對洛维特夫人擺設的風琴產生興趣，但在陶德返回店裡後，遭後者藉免費剃鬚為由殺死。
喬納斯福克
精神病看守所長，在安東尼偽裝成假髮商人進入精神病看守所營救約翰娜期間內，試圖阻止兩者，被約翰娜趁亂殺死。2007年電影版則是安東尼成功救出約翰娜後，煽動其他精神病患者將其殺死。

## 影視作品

### 電影
| 片名           | 演員                                                 | 介紹 |
| 《魔街理髮師》 | 強尼戴普（Johnny Depp）飾演陶德                      | 2007年2月5日電影版開拍，同樣由提姆·波頓（Tim Burton）執導這部由夢工廠/華納兄弟製作的電影於美國2007年12月21日上映。 |
| 《魔街理髮師》 | 海倫娜·寶漢·卡特（Helena Bonham Carter）飾演樂薇太太 | 2007年2月5日電影版開拍，同樣由提姆·波頓（Tim Burton）執導這部由夢工廠/華納兄弟製作的電影於美國2007年12月21日上映。 |
| 《魔街理髮師》 | 艾倫·瑞克曼（Alan Rickman）飾演法官杜彬              | 2007年2月5日電影版開拍，同樣由提姆·波頓（Tim Burton）執導這部由夢工廠/華納兄弟製作的電影於美國2007年12月21日上映。 |

## 曲目
| Prologue - Organ Prelude - The Ballad of Sweeney Todd - Company Act I - No Place Like London - Sweeney Todd, Anthony Hope - The Barber and His Wife - Beggar Woman - The Worst Pies in London - Mrs. Lovett - Poor Thing - Mrs. Lovett - My Friends - Sweeney Todd and Mrs. Lovett - The Ballad of Sweeney Todd (reprise) - Green Finch and Linnet Bird - Johanna - Ah, Miss - Anthony Hope and Beggar Woman - Johanna - Anthony Hope - Pirelli's Miracle Elixir - Tobias Ragg, Sweeney Todd, Mrs. Lovett and Company - The Contest - Pirelli - The Ballad of Sweeney Todd (reprise) - Mea Copa - Judge Turpin - Wait - Mrs. Lovett - The Ballad of Sweeney Todd (Three Tenors) - Kiss Me - Johanna and Anthony Hope - Ladies in Their Sensitivities - The Beadle - Kiss Me (Quartet) - Johanna, Anthony Hope, The Beadle and Judge Turpin - Pretty Women - Sweeney Todd and Judge Turpin - Epiphany - Sweeney Todd - A Little Priest - Sweeney Todd and Mrs. Lovett | Act II - God, That's Good! - Tobias Ragg, Mrs. Lovett, Sweeney Todd, Beggar Woman and Customers - Johanna (Quartet) - Anthony Hope, Sweeney Todd, Johanna, Beggar Woman - By the Sea - Mrs. Lovett - Wigmaker Sequence; The Ballad of Sweeney Todd (reprise) - Sweeney Tood, Anthony Hope, Ensemble - The Letter - Ensemble - Not While I'm Around - Tobias Ragg, Mrs. Lovett - Parlor Songs - The Beadle, Mrs. Lovett - The Ballad of Sweeney Todd (reprise) - Ensemble - Fogg's Asylum; Fogg's Passacaglia - Ensemble - City On Fire - Lunatics, Johanna, Anthony Hope - Searching - Sweeney Todd, Mrs. Lovett, Anthony Hope, Johanna - The Judge's Return - Sweeney Todd, Judge Turpin - Final Sequence - Sweeney Todd, Mrs. Lovett - The Ballad of Sweeney Todd (Epilogue) - Company |